# Final Distribution
Final Distribution este o companie care in trecut importa țigle metalice cu acoperire de piatră naturală, din Prahova.
Compania este deținută de omul de afaceri Dan Mircescu.
În luna august compania își schimbă denumirea din Final Distribution în NOVATIK SRL. Schimbarea numelui companiei a facut parte din strategia de comunicare și rebranding, această schimbare marcând 15 ani de la înființare și 8 ani de la statutul de trader la cel de producător. Practic, această decizie a venit odată cu împlinirea a 15 ani de activitate pe piața sistemelor de învelitori din România și 8 ani de la lansarea propriului brand: Novatik. A fost momentul oportun de a începe o nouă filă în istoria companiei, scopul principal fiind acela de a transforma brandul Novatik în cel mai puternic brand din România de pe piața acoperișurilor premium.
Final Distribution deține o fabrică unde produce țiglă metalică, tablă prefălțuită, jgheaburi și burlane în localitatea Băicoi care are o capacitate de producție de 3,5 milioane metri liniari (ml)/an pentru burlane și 1 milion ml/an pentru jgheaburi.
Compania are 60 de angajați în total.
Cifra de afaceri:
| Anul          | 2018 | 2014 | 2012 | 2010 | 2009 |
| ------------- | ---- | ---- | ---- | ---- | ---- |
| milioane euro | 6,5  | 4,8  | 4,5  | 4    | 4,2  |